# Sitar (voile)
Pour l'instrument de musique, voir Sitar.
Le sitar (du mot arabe pour rideau) est un voile qui complète le niqab en couvrant les yeux d'un voile assez fin pour que la femme ainsi couverte puisse voir au travers,, sans que ses yeux puissent être vus des autres. Il peut aussi simplement compléter le jilbab.

## En France
« En France, seuls le mouvement salafiste (prônant un retour à l'islam des origines) et le Tabligh (prônant un islam littéraliste et piétiste) recommandent le port du voile intégral à leurs fidèles ». 